# Rosthättad näktergal
Rosthättad näktergal (Larvivora ruficeps) är en utrotningshotad asiatisk tätting som numera placeras i familjen flugsnappare. Den är endemisk för Kina.

## Utseende och läte
Rosthättad näktergal är en 15 cm lång fågel med orangerött huvud, svart ansikte och en svartkantad vit strupe. Den är grå på ryggen, övre delen av bröstet och flankerna, medan resten av undersidan är vit. Stjärten är svart med rostfärgade kanter och svarta spetsar på de yttre stjärtfjädrarna. Sången är kraftig och tydlgt fraserad, mest lik ryukyunäktergalens.

## Utbredning
Rosthättad näktergal återfinns endast i sydcentrala Kina, i Tsingling-bergen i Shaanxi och Sichuan, från endast sju lokaler med bekräftade eller troliga häckningar. De senaste 25 åren har rapporter endast kommit från två närliggande lokaler, Jiuzhaigou nationalpark och Baihe, trots försök att hitta arten på andra ställen. Tillgängligheten till potentiellt passande miljöer är dock begränsad. Utanför häckningstid har arten bara setts vid tre tillfällen, dels två fynd på våren på Malackahalvön i Malayasia 1963 och 2014, dels ett fenomenalt fynd i en trädgård i centrala Phnom Penh i Kambodja i november 2012, troligen under flyttningen.

## Systematik
Arten har tidigare först till släktet Luscinia, men genetiska studier visar att det släktet är parafyletiskt, där arterna i Larvivora snarare är närmast släkt med kortvingarna i Brachypteryx. Inom släktet är arten närmast släkt med drillnäktergalen (L. sibilans).

## Levnadssätt
Arten bebor blandskog och buskmarker i ett höjdledes mycket smalt band på mellan 2400 och 2800 meters höjd. Den verkar utnyttja buskmarker i floddalar som är utsatta för översvämningar.

## Status och hot
Rosthättad näktergal tros ha en mycket lokal utbredning och en liten världspopulation på endast 1500-3800 individer. Beståndet verkar dessutom minska. För första gången på senare tid hördes inga sjungande hanar vid det ena av arten kärnområden Jiuzhaigou under 2016. Fram till 2012 kategoriserade internationella naturvårdsunionen IUCN arten som sårbar, men uppgraderade dess hotstatus till starkt hotad 2013, baserat på färre sentida fynd. Arten hotas av habitatförlust, troligen förvärrat av fångst för burfågelindustrin.